# Bosc (Cézanne)
Bosc —Forêt en francès— és un quadre del pintor francès Paul Cézanne. Està realitzat en oli sobre llenç. Mesura 81,4 cm d'alt i 66 cm d'ample. Va ser pintat en 1902-1904. Es troba actualment en la National Gallery of Canada, Ottawa, Canadà, on s'exhibeix amb el títol de Forest.
Representa una zona boscosa propera a Ais de Provença on retrata la vora d'un camí, potser l'entrada al Château Noir, una finca arbrada on Cézanne va pintar sovint i que va tractar sense èxit de comprar l'any 1899. La terra vermella de la regió és evident en aquesta vista de la carretera que s'obre a una clariana protegida per pins pinyers alts. És una elecció inusual del tema, ja que no té un centre clar d'interès, però, la representació de Cézanne té un equilibri visual cridaner de línies horitzontals i verticals, així com els tons clars i foscos.